# Spirobolellus trifasciatus
Spirobolellus trifasciatus är en mångfotingart som först beskrevs av Loomis 1964.  Spirobolellus trifasciatus ingår i släktet Spirobolellus och familjen slitsdubbelfotingar. Inga underarter finns listade i Catalogue of Life.